# Ио, Питер Фредерик
Пи́тер Фре́дерик И́о (англ. Peter Frederick Yeo, 1929—2010) — британский ботаник-систематик, сотрудник Ботанического сада Кембриджского университета, специалист по очанкам, астрам и гераням.

## Биография
Родился в Кингстон-апон-Темсе 30 марта 1929 года. Учился в Школе Клейсмор в городке Юерн-Минстер в Дорсете, в 1948 году поступил в Квинс-колледж Кембриджского университета. Окончив его, продолжил получение образования под руководством Томаса Гэскелла Тютина.
В 1951 году Питер Ио стал членом Ботанического общества Британских островов. Также он был членом Лондонского Линнеевского общества.
С 1953 года Ио работал ботаником-систематиком и библиотекарем Ботанического сада Кембриджского университета.
Ио написал целую серию работ, посвящённую мировому разнообразию очанок. В 1970 году в соавторстве с Питером Селлом он напечатал монографию очанок Северной Америки, в 1973 и 1978 годах — обработку для Flora Europaea и монографию очанок Европы соответственно. Также в 1978 году вышла часть «Флоры Турции» с разделом, посвящённым очанкам, написанный Ио. Для Flora Europaea Ио впоследствии обработал роды Резеда, Солодка, Иглица и Ацена. Для издания European Garden Flora он написал обработки по родам Астра, Герань, Вяз, Дзельква, Каркас.
В 1974 году Лестерский университет присвоил Ио степень доктора наук.
В 1993 году Ио ушёл на пенсию и вместе с женой Элизабет переехал в Нортгемптоншир. Вскоре они переехали в Гранчестер, поскольку Питер продолжал работу в Кембридже.

## Некоторые научные работы
- Yeo, P. F. The cytology of British species of Euphrasia // Watsonia. — 1954. — Vol. 3. — P. 101—108.
- Yeo, P. F. Hybridisation between diploid and tetraploid species of Euphrasia // Watsonia. — 1956. — Vol. 3. — P. 253—269.
- Yeo, P. F. Germination, seedlings and the formation of haustoria in Euphrasia // Watsonia. — 1961. — Vol. 5. — P. 11—22.
- Yeo, P. F. The growth of Euphrasia in cultivation // Watsonia. — 1964. — Vol. 6. — P. 1—24.
- Yeo, P. F. The breeding relationships of some European Euphrasiae // Watsonia. — 1966. — Vol. 6. — P. 216—245.
- Yeo, P. F. A revision of the genus Bergenia // Kew Bulletin. — 1966. — Vol. 20. — P. 114—148.
- Yeo, P. F. Notes on some species of Macleania (Ericaceae) // Baileya. — 1967. — Vol. 15. — P. 45—59.
- Yeo, P. F. The evolutionary significance of the speciation of Euphrasia in Europe // Evolution. — 1968. — Vol. 22. — P. 736—747.
- Yeo, P. F. A contribution to the taxonomy of the genus Ruscus // Notes from the Royal Botanic Garden, Edinburgh. — 1968. — Vol. 28. — P. 237—264.
- Sell, P. D., Yeo, P. F. A revision of the North American species of Euphrasia (Scrophulariaceae) // Botanical Journal of the Linnaean Society. — 1970. — Vol. 63. — P. 189—234.
- Yeo, P. F. The biology and systematics of Geranium, sections Anemonifolia Knuth and Ruberta Dum. // Botanical Journal of the Linnaean Society. — 1973. — Vol. 67. — P. 285—346.
- Proctor, M., Yeo, P. F. The pollination of flowers. — New York, 1973. — 418 p. — ISBN 0-8008-6408-5.
- Yeo, P. F. A taxonomic revision of Euphrasia in Europe // Botanical Journal of the Linnaean Society. — 1978. — Vol. 77. — P. 223—334.
- Yeo, P. F. Fruit-discharge type in Geranium (Geraniaceae) // Botanical Journal of the Linnaean Society. — 1984. — Vol. 89. — P. 1—36.
- Yeo, P. F. A revision of Geranium in South-West China // Edinburgh Journal of Botany. — 1992. — Vol. 49. — P. 123—211.
- Yeo, P. F. The morphology and affinities of Geranium sections Lucida and Unguiculata // Botanical Journal of the Linnaean Society. — 2004. — Vol. 144. — P. 409—429.

## Виды, названные именем П. Ио
- Geranium yeoi Aedo & Muñoz Garm., 1997, nom. nov.